# 宾阳中学
广西宾阳中学（简称宾中）位于广西壮族自治区南宁市宾阳县，占地246亩。学校地处广西四大古镇之一的宾阳县城芦圩镇，是一所历史悠久的著名公立高中，在1984年前为南宁地区行政公署直接管理的地区高中，亦是广西壮族自治区示范性普通高中之一。近年来共有近80名同学被北京大学，清华大学，香港中文大学录取，培养了吕华杰、杨扬等数位广西高考状元。